# Wladimir Balentien
Wladimir Ramon Balentien (né le 2 juillet 1984 à Willemstad, Curaçao) est un joueur de champ extérieur des Yakult Swallows de Tokyo dans la Ligue centrale du Japon. Il bat en 2013 le record de coups de circuit en une saison au Japon, établi par Sadaharu Oh en 1964 et établit l'actuelle marque de 60 circuits.
Balentien joue précédemment en Ligue majeure de baseball de 2007 à 2009 pour les Mariners de Seattle et les Reds de Cincinnati.

## Carrière

### Ligue majeure de baseball
Wladimir Balentien signe son premier contrat professionnel le 9 juillet 2000 avec les Mariners de Seattle de la Ligue majeure de baseball. Il joue son premier match dans le baseball majeur avec Seattle le 4 septembre 2007. Sa carrière au plus haut niveau nord-américain est peu remarquable, avec 170 matchs joués de 2007 à 2009. Il évolue principalement en ligues mineures de 2003 à 2010. Après 3 matchs joués pour Seattle en 2007, il dispute 71 parties des Mariners en 2008 mais ne frappe que pour ,202 de moyenne au bâton avec 7 circuits et 24 points produits. En 2009, son nombre de circuits et de points produits est exactement le même mais sa moyenne remonte légèrement à ,234 en 56 parties pour les Mariners, puis 40 avec les Reds de Cincinnati, qui l'obtiennent de Seattle en retour du lanceur droitier Robert Manuel le 29 juillet. 
En 170 matchs dans les majeures de 2007 à 2009, Balentien compte 113 coups sûrs dont 31 doubles, un triple et 15 circuits, pour aller avec 52 points produits et 54 points marqués. Sa moyenne au bâton s'élève à ,221 et sa moyenne de puissance à seulement ,374.
Il quitte les États-Unis après une saison 2010 passé en ligues mineures avec les Bats de Louisville, un club-école des Reds de Cincinnati.

### Japon
En 2011, Wladimir Balentien rejoint les Yakult Swallows de Tokyo, une équipe de la Ligue centrale du Japon. À sa première saison, il frappe 31 circuits et produit 76 points en 140 matchs joués, malgré une moyenne au bâton de ,228.  
En 2012, Balentien rehausse à ,272 sa moyenne au bâton et voit sa moyenne de puissance passer de ,469 la saison précédente à ,572. Il claque de nouveau 31 circuits, cette fois en 106 matchs des Swallows, et contribue 81 points produits.

#### Le record de coups de circuit
Wladimir Balentien bat le record japonais pour le plus grand nombre de circuits en une saison éclipsant la marque de 55 avec ses 56e et 57e longues balles de l'année le 15 septembre 2013 contre les Hanshin Tigers. Il pulvérise ainsi la marque établie par le légendaire joueur japonais Sadaharu Oh en 1964. La légitimité de l'ancien record était contestée puisqu'il fut égalé à deux reprises par des non-Japonais, soit l'Américain Tuffy Rhodes des Kintetsu Buffaloes en 2001 et le Vénézuélien Alex Cabrera des Seibu Lions en 2002. Rhodes et Cabrera avaient tous deux une chance de battre le record de Sadaharu Oh dans les derniers matchs de la saison mais, dans les deux cas, ils eurent à affronter dans leurs derniers matchs les Fukuoka SoftBank Hawks, club dirigé par Oh. Rhodes reçut des buts-sur-balles intentionnels qui l'empêchèrent de frapper et les lanceurs des Hawks refusèrent de servir à Cabrera des tirs sur lesquels il aurait pu s'élancer. Kevin Bass, un autre Américain, connut un sort similaire et fut limité à 54 circuits par les Yomiuri Giants dirigés par Oh en 1985,.
Balentien réussit 60 circuits en 2013, le premier joueur à atteindre ce total au Japon.

### International
Balentien s'aligne avec l'équipe des Pays-Bas qui prend la 6e place au tournoi de baseball des Jeux olympiques d'été de 2004 à Athènes, en Grèce.
Il joue également pour les Pays-Bas à la Classique mondiale de baseball 2013.